# Merry Clayton
Merry Clayton, née le 25 décembre 1948, est une chanteuse afro-américaine de soul et de gospel et une actrice. Elle fait également de nombreuses contributions comme choriste pour plusieurs artistes à partir des années 1960, notamment avec les Rolling Stones sur la chanson Gimme Shelter de l'album Let It Bleed en 1969. Elle apparaît dans le documentaire 20 Feet from Stardom, sur les choristes accompagnant les chanteurs et leurs contributions dans l'industrie musicale. Ce film a d'ailleurs remporté un Oscar. En 2013, elle sort The Best of Merry Clayton, une compilation de ses chansons favorites. Elle a aussi fait les chœurs sur la chanson Sweet Home Alabama du groupe américain Lynyrd Skynyrd. 

## Jeunesse
Merry Clayton naît à Gert Town, à la Nouvelle-Orléans, en Louisiane le jour de Noël et a mérité son prénom en raison de ce jour spécial. Elle est la fille d'Eva B. Clayton et du révérend A.G. Williams Sr. Merry est élevée à la Nouvelle-Orléans dans la foi chrétienne et passe une grande partie de son temps dans la paroisse New Zion Baptist Church de son père. Après avoir emménagé à Los Angeles, elle rejoint le groupe désormais célèbre "The Blossoms". 

## Carrière
Clayton commence sa carrière d'enregistrement en 1962 à l'âge de 14 ans, en chantant Who can I Count on? (When I Can't count On You) en duo avec Bobby Darin sur son album You're The Reason I'm Living. En 1963, elle enregistre la première version de The Shoop Shoop Song (It's In His Kiss), la même année où la version de Betty Everett atteint le Top 10 du Billboard Hot 100. Au début de sa carrière, Merry chante avec Ray Charles (elle fut l’une des Raelettes), le seul artiste que son père lui a permis de voir en concert. Parmi les autres, citons Pearl Bailey, Phil Ochs, Burt Bacharach, Tom Jones, Joe Cocker, Linda Ronstadt, Carole King et plusieurs titres du premier album de Neil Young. Clayton est souvent créditée d'avoir enregistré avec Elvis Presley mais son nom n'apparaît pas dans les sessions de ce dernier.
Clayton est surtout connue pour son duo de 1969 avec les Rolling Stones sur la chanson Gimme Shelter, bien que son nom soit mal orthographié sous le nom de "Mary" sur certaines versions. Selon Mick Jagger, cette collaboration est due en partie au hasard. Jagger déclare qu'ils ont pensé «que ce serait génial d'accueillir une femme pour faire les chœurs.» Ils ont appelé Merry au hasard au beau milieu de la nuit et elle est arrivée au studio et a fait le couplet en quelques prises seulement, ce que remarque Jagger est "assez incroyable". Les Stones avaient demandé à Bonnie Bramlett de chanter sur la chanson, mais le mari de Bramlett, Delaney, avait refusé de la laisser jouer avec les Stones. Merry a également chanté les chœurs de Sweet Home Alabama de Lynyrd Skynyrd.
En 1970, Clayton enregistre sa propre version de Gimme Shelter, qui devient la chanson-titre de son premier album solo et culmine à la 73e position des charts cette année-là. Sa version serait la première de cinq singles sous son nom à percer le Billboard Hot 100. La même année, elle interprète une version live de Lift Every Voice and Sing pour la bande originale du film Robert Altman Brewster McCloud. Elle contribue aussi aux chœurs du film Performance de Donald Cammell et Nicolas Roeg. En 1971, elle coécrit la chanson Sho 'Nuff sur sa mère. Elle joue le rôle principal de l'Acid Queen dans la première production londonienne de Tommy des Who en 1972. En 1973, elle joue un rôle de premier plan dans "Oh My My" de Ringo Starr, qui atteint le Top 10 l'année suivante.
Au milieu des années 1970, Clayton chante sur Rock Creek Park, le hit des R & B des Blackbyrds, et continue à sortir des albums en solo au cours de la prochaine décennie, réalisant plusieurs singles de R & B. Son travail de bande sonore se poursuit dans les années 1980, avec You Are There When I Need You, la chanson-titre du film de 1980 Get Smart The Nude Bomb, et la chanson Yes pour le film Dirty Dancing, numéro 45 sur le Hot 100. En 1987, Clayton joue avec Ally Sheedy dans le film Maid to Order et joue Verna Dee Jordan dans la dernière saison de Cagney & Lacey. En 1989, elle enregistre une reprise de Almost Paradise avec Eric Carmen.
En 1994, Clayton enregistre les chœurs et chante sur le tube Cornflake Girl de Tori Amos.
En 2006, Clayton interprète les voix de l'album Threes de Sparta sur les chansons "Atlas" et "Translations".
Elle a figure dans le film documentaire 20 Feet from Stardom (2013), présenté en première au Sundance Film Festival et remporte l'Oscar du meilleur documentaire à la 86e cérémonie des Oscars. 20 Feet from Stardom remporte également le Grammy Award 2015 du meilleur film musical, le prix étant remis aux artistes présentés ainsi qu’à l’équipe de production.
En 2014, Clayton prête sa voix à l'album Sugar de G. Love & Special Sauce.
En 2015, Clayton est présente sur deux titres de l'album A Head Full of Dreams de Coldplay.
Clayton a été échantillonnée dans diverses chansons, notamment Watch for the Hook de Cool Breeze avec Goodie Mobb et le supergroupe Outkast.

## Vie privée
Clayton a été mariée à l'artiste de jazz Curtis Amy de 1970 jusqu'à sa mort en 2002. Le frère de Clayton est le percussionniste de Little Feat, Sam Clayton.
Selon le LA Times, elle a fait une fausse couche en rentrant chez elle après avoir enregistré Gimme Shelter. 
Le 16 juin 2014, Clayton est grièvement blessée dans un accident de voiture à Los Angeles, en Californie. On doit lui amputer les deux jambes au niveau des genoux en raison d'un "traumatisme profond aux membres inférieurs" à la suite de cet accident.

## Discographie

### Albums studio
- 1970 : Gimme Shelter
- 1971 : Celebration
- 1971 : Merry Clayton
- 1975 : Keep Your Eye on the Sparrow
- 1979 : Emotion
- 1994 : Miracles

### Compilation
- 2013 : The Best Of Merry Clayton[12]

### Collaborations
- 1962 : You're The Reason I'm Living de Bobby Darin - Chœurs sur Who can I Count on? (When I Can't count On You)
- 1969 : Let It Bleed des Rolling Stones - Chant et chœurs sur Gimme Shelter
- 1973 : Ringo de Ringo Starr - Chœurs sur Oh My My
- 1974 : Second Helping de Lynyrd Skynyrd- Chœurs sur Sweet Home Alabama
- 1975 : City Life des Blackbyrds - Chœurs sur Rock Creek Park
- 2006 : Threes de Sparta - Chœurs sur Atlas et Translations
- 2007 : Photograph: The Very Best of Ringo de Ringo Starr - Chœurs sur Oh My My - Compilation

## Filmographie
- 1984 : Blame It on the Night - Elle-Même[13]
- 1987 : Maid to Order[14] - Audrey James
- 2013 : 20 Feet from Stardom - Elle-Même[15]